# Adolf Georg Bartels
Adolf Georg Bartels (* 27. Januar 1904 in Hannover; † 23. Juli 1978) war ein deutscher Lyriker.

## Leben
Bartels absolvierte das Humanistische Gymnasium in Göttingen. Er studierte Rechtswissenschaften und Staatswissenschaften an der Universität Göttingen und dann Literaturgeschichte und Kunstgeschichte an der Universität München.
Im Zweiten Weltkrieg diente Bartels in der Wehrmacht. Nach dem Krieg war er Lehrer an Göttinger Schulen. Im Jahre 1954 lebte er dort in der Calsowstraße 69. Nach 1962 arbeitete er als freier Schriftsteller. Sein Grab befindet sich auf dem Friedhof in Bremke (Gemeinde Gleichen, Lkr. Göttingen) neben dem seiner Frau Marianne.
Mit der Adolf-Georg-Bartels-Gedächtnis-Ehrung wurden insbesondere Hans-Joachim Haecker (1978), Hugo Ernst Käufer (1980), Joachim Lehmann (1982), Joachim Grünhagen (1985) und Brigitte Bohnhorst (1991) ausgezeichnet.

## Werke
- Gedichte. Rabenpresse, Berlin 1935.
- Gesang der Quellen, Gedichte. Eremitenpresse, Stierstadt 1956.
- Ich bin und singe die Zeit, Gedichte. Eremitenpresse, Stierstadt 1959.
- Einsames Flötenspiel, Gedichte. GRAPHIKUM Dr. Heinrich Mock, München 71 1963, ISBN 3-921105-01-3.
- Skizzen aus Sizilien, Gedichte. GRAPHIKUM Dr. Heinrich Mock, München 71 1970, ISBN 3-921105-06-4.
- Hell und Dunkel, Gedichte. GRAPHIKUM Dr. Heinrich Mock, München 71 1970, ISBN 3-921105-11-0.
- Daphnis und Chloe, Geleitwort zu Hanna Nagel. GRAPHIKUM Dr. Heinrich Mock, München 71 1972, ISBN 3-921105-18-8.
- Die Garten von Mortola, ein Gedicht. GRAPHIKUM Dr. Heinrich Mock, München 71 1974, ISBN 3-921105-21-8.
- Durch die Jahre, Gedichte. GRAPHIKUM Dr. Heinrich Mock, München 71 1974, ISBN 3-921105-23-4.
- Landschaften im Gedicht. GRAPHIKUM Dr. Heinrich Mock, München 71 1974, ISBN 3-921105-24-2.
- Kurz gesagt, Gedichte. GRAPHIKUM Dr. Heinrich Mock, München 71 1974, ISBN 3-921105-25-0.
- Ich habe überlebt und bin, Gedichte. GRAPHIKUM Dr. Heinrich Mock, München 71 1979, ISBN 3-921105-25-0.